# دیوید بیرد
دیوید بیرد (به انگلیسی: David Baird) سناتور سابق عضو حزب جمهوری‌خواه ایالات متحده آمریکا بود. وی در سال ۱۹۱۸ تا ۱۹۱۹ میلادی سناتور ایالت نیوجرسی در سنای ایالات متحده آمریکا بود.